# 工人贵族
工人贵族（Labor aristocracy、labour aristocracy、aristocracy of labor），或译为勞工貴族，有三種意涵：一個馬克思主義理論支撐的術語、一個工團主義的特殊形態、一個革命性工會的縮影（如世界產業工人）。

## 在馬克思主義的應用
在馬克思理論中，那些壓榨開發中國家的赤貧工人，並從中獲取超額利潤的已開發國家工人（無產階級）就是「工人貴族」。卡爾·考茨基在1901年讓這個詞流行，在列寧的論文《帝國主義是資本主義的最高階段》中理論化。在列寧的理論中，已開發世界的公司剝削開發中國家的工人，給他們較低的薪資。這些增加的利潤使這些公司可以付更高的薪水給他們的員工（此處指的是已開發世界的員工），也因此造成了工人階級，這滿足了他們的生活水平，而沒有傾向於無產階級革命。因此，這造成了貧窮的擴散，且加強了社會階級的分化。列寧主張帝國主義已經預防了在已開發國家中日益嚴重的階級分化，並工人的革命只能在開發中國家中開始，像是俄羅斯帝國。
勞工貴族的概念在馬克思主義者之間是有爭議的。雖然這個理論是正式的被大部分列寧所認同的趨勢分享，包括共產國際，但是很少組織將這個理論視為他們工作的中心。這個詞在美國最廣泛的被使用，在美國在第一次界大戰之前的十年，這個詞被尤金·德布斯的美國社會黨和世界產業工人普遍流傳。在英國，那些認同這個理論的，包括大不列顛共產黨和革命共產主義集團，以及許多托派分子，包括托洛斯基本人，還有第四國際的早期代表大會已經接受勞工貴族的理論。其他人包括曼德爾和托尼·克里夫認為此理論有一些錯誤的論點或是第三世界主義者的影響。美國革命社會主義查理波斯特發展了這個理論的當代評論。
阿爾巴尼亞領導人和馬克思主義者恩維爾·霍查給了第二次世界大戰之後的勞工貴族發展以下解釋：
西方在戰後的經濟發展也對於共產黨裡機會主義者和修正主義者的理念傳播發揮了重要的影響。誠然，西歐遭受戰爭的摧殘但是它的復甦被進行的相對快速。透過馬歇爾計畫美國資金挹注使歐洲重建工廠、廠房、運輸、農業變得有可能，所以他們的生產擴充迅速。這樣的發展開闢了許多工作機會而且持續了一段很長的時間，不僅吸收了所有閒置的勞動力而且還創造了某些勞動的短缺。
這種情況帶給了資產階級巨大的超額利潤，允許他們能稍稍放鬆自己的荷包以及軟化一些程度的勞工衝突。在社會方面，有著一些問題例如社會保險、健康、教育、勞工法規等等，勞動階級必須努力爭取這些措施。工人的生活水準比擬戰爭期間甚至戰爭前都有明顯的進步，生產的迅速成長來自於工業與農業重建和技術的開端與科學的革命的結果，還有勞動力的完全就業，開啟了有關於沒有階級衝突的資本主義的發展的看法，關於他避免危險的能力，消除失業等的現象。馬列主義的主要教學，資本主義的和平發展的時期成為機會主義的散播的來源，被再度證實。工人貴族的新階層，在這個時期明顯的增加了，也有開始了更多的負面影響在政黨和他們的領導者之間，藉著改革主義和機會主義的觀點和想法的引進。
|               | 在這些境況的壓力下，這些共產主義政黨的計畫越來越多轉變成民主和改革主義最少的計畫，雖然革命和社會主義的想法變得越來越遙遠了。社會的改革性重要策略代替次要的策略方案關於近期的問題，絕對地使其變成主要的政治性與意識上的方針。 |
| ——恩維爾·霍查 | |

## 對於菁英工人的工會的批評
這個詞最初是在1872年由米哈伊尔·亚历山德罗维奇·巴枯宁所創造的。巴枯寧寫道：「對我來說，無產階級的菁英，勞工貴族，就是那些最有教養的人，賺的比其他工人多且活得比其他工人舒服的人。」
在美國和英國，“勞工貴族”這個詞是被當作一個對勞工工會的含蓄批評，因為那些勞工公會只會收的高收入工人，但沒有興趣收中低收入的工人，即使他們知道招收沒有組織的人可以增強工會，他們還是不收。這些有爭議的工會也願意繼續當“勞工貴族”。例子包括專業運動員的工會，會去提高高薪的工人的特定階級的工資，但拒絕去組織其他工人，包含他們工作團隊的其他員工。航空公司飛行員協會、演員工會和少數其他美國勞工聯合會-產業工會聯合會（AFL–CIO）的成員也常被指責符合工團主義的勞工貴族的型態。為了保護這些工會，AFL-CIO的管轄規則禁止工會組織特定職業階級的工人。

## 手藝為基礎的企業工會主義批評
在二十世紀初的美國，美國勞工聯合會（AFL）屬下工會大多數不接受非技術大規模生產工人加入。塞利格·帕爾曼在1923年寫道，技術工人組織形成行業工會，比起勞工團結，他們更感興趣的是行業割據。擁有手藝的工人能夠憑他們擁有的技術向雇主要求更多，並且傾向獨立於非技術或半技術勞工以外自行抗爭。以帕爾曼的話來說，工會宣布他們的目的是為了保障美國的技術行業不至於淪為乞丐。
1905年，許多現有的工會通過建立臭名昭著的排亞聯盟，積極遊說種族主義和反移民政策。同年一個新的聯盟IWW在美國芝加哥成立。IWW也被稱為Wobblies，從一些顯著的地方明顯和AFL不同： 
- IWW從一開始就不分性別、技能、種族、信仰或民族。
- 勞聯基於手藝，IWW繼承傳統產業工會的先驅，從勞動騎士團、美國鐵路工會以及西部礦工聯合會（WFM）。
- IWW推動一個大工會的概念。自從認識AFL行業工會相互交叉的糾察線的共同實踐，通過內河航運的AFL的WFM的描述為“美國勞工分離”。
- IWW認為，工會需要建立一個勞工運動，其結構緊密並映射他們試圖組織的行業。在1899年至1903年間，一個偉大的合併運動已經通過，勞動激進分子認為，“資本需要由整個工人階級，同樣統一的組織來對付新的信託基金的興起。”

從1905年成立以來，世界的產業工人批評現有的行業工會創建出“貴族勞工”。尤金·V·德布斯寫道：“經驗豐富的老工會”看得出來，勞動人民不能取勝於工人運動。德布斯相信AFL實行“有組織疥瘡”一個工會的另一個，從事司法爭吵，主要是由一個專制的領導，並在工會領袖和百萬富翁之間的關係全國公民聯合會太過於愜意。IWW領導人認為，AFL團結的力量太過於稀少，而太少有直接的勞動教育。這些情況導致了他們缺少人們讚賞，並且也沒有很大的意願得到這些讚賞。
因此，AFL鼓吹單純、純粹的工會制度。AFL關注“純工資的意識理念”，其是根據塞利格·帕爾曼開發勞動力的“商業工會主義”的理論。而行業工會提供了良好的會員的特權，如約定時間限制的契約，以及不聲援其他工人罷工，嚴重限制了行業工會的影響社會的能力，只留下無效的手段，一個企業主導的社會精英，也就是選舉政治、遊說國會、以及新經濟衰弱武器，禁令-外接罷工。但AFL接受了這個“務實”和“務實”的世界觀，其採用的座右銘為，“一天公平的工資一天公平的工作。”
該IWW看到自己作為答案AFL的保守主義。IWW開發了多種創意手法，努力去做到“舊殼內部建立一個新的世界。”因為AFL拒絕充當這樣一個事業的盟友，所以Wobblies尋求所以有工人能夠團結。而IWW，勞聯的所有工會的官僚運作幾乎為“勞工貴族”。在這方面，IWW的觀點並沒有多大改變多年來。主流工會已經進化，秉持一些產業工會主義的原則，以及（在很多情況下）敞開大門去接受更大的工人階級的光譜。然而，對於企業工會主義也有許多方面的工聯主義的團結備受懷疑，而不是根據“工會原則”的傾向；領導精英層次這是不容易被召回的成員；推導出售保險或信用卡顯著的收入，可以說是導致利益衝突；工會領導層的薪酬水平更接近那些企業高級主管的薪水；藉由合作或政黨的領導地位自上而下的建立關係，那些頭銜、檔案其實是備受猜疑的。所有的工會行動、基本功能，某些形成、提高了工人的社會/經濟地位，和/或是工會特權。工會運動和勞工團結之間顯注的差異，以及基於階級團結的工會運動，是如何去在某種程度上擴展他們的結構、官僚主義、特別是政策和工會運動功能，不是離開這個水平增加的特權級別，就是認知到建立結構關係的重要、去推動教育以及參與聲援活動、具體付諸努力提高所有工人的地位。